# Saint-Aignan (Avesnes-en-Val)
Saint-Aignan is een gehucht in de Franse gemeente Avesnes-en-Val in het departement Seine-Maritime in Normandië. Het gehucht ligt in het noordwesten van de gemeente, anderhalve kilometer ten noordwesten van het dorpscentrum van Avesnes, nabij de grens met Sept-Meules en Cuverville-sur-Yères.

## Geschiedenis
Op de 18de-eeuwse Cassinikaart is het plaatsje aangeduid als St. Aignan.
Op het eind van het ancien régime op het eind van de 18de eeuw, toen de gemeenten werden gecreëerd, werd Saint-Aignan een gemeente, waartoe ook het gehucht Règnetuit behoorde.
In 1825 werd de gemeente echter al opgeheven en net als Villy-le-Haut toegevoegd aan buurgemeente Avesnes (in 1902 hernoemd tot Avesnes-en-Val).
Het voormalige 16de-eeuwse kerkje van Saint-Aignan werd begin 21ste eeuw gesloopt.
Aigumont · Avesnes-en-Val · Blanques · Feuilloy · Maisoncelle · Règnetuit · Saint-Aignan · Villy-le-Haut